# Jamahal Hill
Jamahal Hill (Chicago, 19 maggio 1991) è un artista marziale misto statunitense. Combatte nella divisione dei pesi mediomassimi per l'organizzazione statunitense UFC, dove è stato campione di categoria, per poi rendere vacante il titolo per infortunio al tendine di Achille.

## Carriera nelle arti marziali miste
Inizia la propria carriera nel 2017; dopo un record di 5-0, approda nel format Dana White's Contender Series, battendo per KO tecnico il tedesco Alexander Poppeck, guadagnando così il suo contratto con la UFC. Dopo la resa vacante del titolo da parte di Jiří Procházka per infortunio alla spalla e il conseguente pareggio nell'incontro valevole per il titolo dei pesi mediomassimi tra Magomed Ankalaev e Jan Błachowicz, viene programmato l'incontro per il titolo contro Glover Teixeira per il 21 gennaio 2023 ad UFC 283, dove Hill vince per decisione unanime. È il primo campione UFC della storia a venire da Dana White's Contender Series.

## Risultati nelle arti marziali miste
| Risultato  | Record   | Avversario           | Metodo                        | Evento                                  | Data              | Round | Tempo | Città                     | Note |
| ---------- | -------- | -------------------- | ----------------------------- | --------------------------------------- | ----------------- | ----- | ----- | ------------------------- | --- |
| Sconfitta  | 12-4 (1) | Khalil Roundtree Jr. | Decisione (unanime)           | UFC on ABC: Hill vs. Roundtree Jr.      | 21 giugno 2025    | 5     | 5:00  | Baku, Azerbaijan          | |
| Sconfitta  | 12-3 (1) | Jiří Procházka       | KO tecnico (pugni)            | UFC 311                                 | 18 gennaio 2025   | 3     | 3:01  | Inglewood, Stati Uniti    | |
| Sconfitta  | 12-2 (1) | Alex Pereira         | KO (pugni)                    | UFC 300                                 | 13 aprile 2024    | 1     | 3:14  | Las Vegas, Stati Uniti    | Per il titolo dei pesi mediomassimi UFC |
| Vittoria   | 12-1 (1) | Glover Teixeira      | Decisione (unanime)           | UFC 283                                 | 21 gennaio 2023   | 5     | 5:00  | Rio de Janeiro, Brasile   | Vince il titolo vacante dei pesi mediomassimi UFC. Fight of the Night                                                                                                |
| Vittoria   | 11-1 (1) | Thiago Santos        | KO tecnico (pugni e gomitate) | UFC on ESPN: Santos vs. Hill            | 6 agosto 2022     | 4     | 2:31  | Las Vegas, Stati Uniti    | Fight of the Night |
| Vittoria   | 10-1 (1) | Johnny Walker        | KO (pugno)                    | UFC Fight Night: Walker vs. Hill        | 19 febbraio 2022  | 1     | 2:55  | Las Vegas, Stati Uniti    | Performance of the Night |
| Vittoria   | 9-1 (1)  | Jimmy Crute          | KO (pugni)                    | UFC on ESPN: Font vs. Aldo              | 4 dicembre 2021   | 1     | 0:48  | Las Vegas, Stati Uniti    | Performance of the Night |
| Sconfitta  | 8-1 (1)  | Paul Craig           | KO tecnico (gomitate e pugni) | UFC 263                                 | 12 giugno 2021    | 1     | 1:59  | Glendale, Stati Uniti     | |
| Vittoria   | 8-0 (1)  | Ovince Saint Preux   | KO tecnico (pugni)            | UFC on ESPN: Hermansson vs. Vettori     | 5 dicembre 2020   | 2     | 3:37  | Las Vegas, Stati Uniti    | Incontro catchweight 207.5 lbs); Saint Preux ha mancato il peso |
| No Contest | 7-0 (1)  | Klidson Abreu        | No Contest                    | UFC on ESPN: Woodley vs. Burns          | 30 maggio 2020    | 1     | 1:51  | Las Vegas, Stati Uniti    | Originariamente una vittoria per KO tecnico per Hill (ginocchiata al corpo e pugni), convertita poi in No Contest in quanto Hill è risultato positivo alla marijuana |
| Vittoria   | 7-0      | Darko Stošić         | Decisione (unanime)           | UFC Fight Night: Blaydes vs. dos Santos | 25 gennaio 2020   | 3     | 5:00  | Raleigh, Stati Uniti      | |
| Vittoria   | 6-0      | Alexander Poppeck    | KO tecnico (pugni e gomitate) | Dana White's Contender Series 21        | 23 luglio 2019    | 3     | 0:22  | Las Vegas, Stati Uniti    | |
| Vittoria   | 5-0      | William Vincent      | KO tecnico (ritiro)           | Lights Out Championship 2               | 16 febbraio 2019  | 1     | 5:00  | Grand Rapids, Stati Uniti | Incontro catchweight (225 lbs) |
| Vittoria   | 4-0      | Dequan Townsend      | Decisione (unanime)           | KnockOut Promotions 62                  | 30 giugno 2018    | 5     | 5:00  | Grand Rapids, Stati Uniti | Vince il titolo dei pesi mediomassimi KnockOut Promotions |
| Vittoria   | 3-0      | William Vincent      | Decisione (unanime)           | KnockOut Promotions 61                  | 21 aprile 2018    | 3     | 5:00  | Grand Rapids, Stati Uniti | |
| Vittoria   | 2-0      | Mike Johnson         | KO tecnico (pugni)            | KnockOut Promotions 59                  | 16 dicembre 2017  | 1     | 4:45  | Grand Rapids, Stati Uniti | Debutto nei pesi mediomassimi |
| Vittoria   | 1-0      | Alex Davidson        | Decisione (unanime)           | KnockOut Promotions 58                  | 30 settembre 2017 | 3     | 5:00  | Grand Rapids, Stati Uniti | Incontro catchweight (215 lbs) |